# 新富 (東京都中央区)
新富（しんとみ）は、東京都中央区の地名で、旧京橋区に当たる京橋地域内である。現行行政地名は新富一丁目および新富二丁目。住居表示実施済区域。

## 概要
中央区役所に隣接する土地柄、行政機関やオフィスビルが多数立ち並ぶ街である。住居表示以前は「新富町」であり、現在も地下鉄駅名の影響から通称として「新富町」と呼ばれる。西に銀座、北に八丁堀、東に入船、南に築地が位置し、入船・築地・明石町同様、域内のビル・マンション名に「銀座」を含むものが多い。そのため、奥銀座、裏銀座と呼ばれることもあるが、抵抗を持つ地元の人も多い。

## 地理

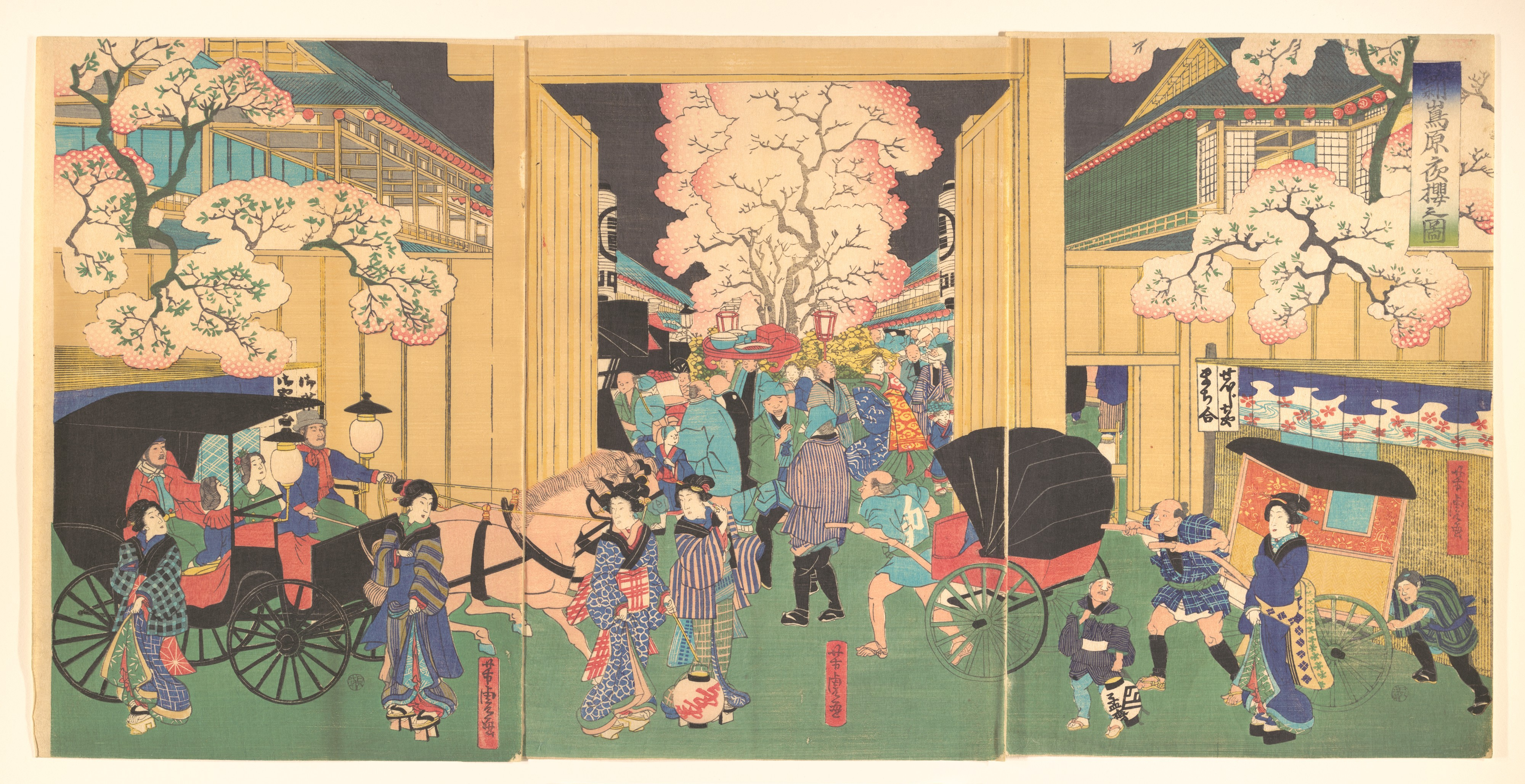
新島原夜桜之図、歌川芳虎、明治初期

京橋地域のほぼ中央に位置する。

## 歴史
当地域は江戸時代には武家地であった。1868年（明治元年）、築地の外国人居留者を目当てにした新島原遊廓が置かれた。新吉原遊廓の中万字屋弥兵衛、中屋宗四郎の2人が願い出て、新たに借地を賜ったものである。碁盤の目に整地された新島原には、松が枝町、初音町、呉竹町、梅が枝町、千歳町、桜木町、八重咲町、青柳町の町名が付けられ、新吉原、京都の島原、大阪の新町と並ぶ大規模な遊廓となった。
しかし、翌年の大暴風雨で妓楼の中万字屋が吹き倒されたのをはじめ、思い通りの集客が得られず、1871年（明治4年）6月取り払いを命じられ、遊廓は新吉原、根津に移転し、新富町が成立した。隣接の大富町の一部も編入され、町家の続く新富町1丁目から7丁目へと改変された。芸妓、置屋は引き続き新富町に残った。翌年の明治5年に新富座が開場され、周囲に芝居茶屋も建ち並んで賑わったが、のちに新富座は関東大震災により焼失し、そのまま再建されることなく廃座となった。震災直前の1922年（大正11年）の記録では、新富町は料理屋約10軒、待合約40軒、置屋約80軒を抱える三業地（花街）であり、劇場があることから新富芸者は櫓下芸妓として広く知られた。1930年頃には、料亭は6軒、待合と置屋は60軒以上、芸妓は180名を数えたが、戦後は衰退し、1970年代後半に廃れていった。
1971年（昭和46年）、住居表示の実施に伴う町名変更で「町」の字がなくなり、「新富」の地名となる。現在は主にオフィスビルと中小の商店、住宅が混在する地域となっている。
地名の由来については、旧来からの大富町に対して付けられたという説と、新島原と大富町からそれぞれ一字をとったという説がある。

## 世帯数と人口
2023年（令和5年）1月1日現在（中央区発表）の世帯数と人口は以下の通りである。
| 丁目       | 世帯数    | 人口    |
| ---------- | --------- | ------- |
| 新富一丁目 | 932世帯   | 1,286人 |
| 新富二丁目 | 629世帯   | 951人   |
| 計         | 1,561世帯 | 2,237人 |

### 人口の変遷
国勢調査による人口の推移。
| 年                 | 人口  |
| ------------------ | ----- |
| 1995年（平成7年）  | 945   |
| 2000年（平成12年） | 950   |
| 2005年（平成17年） | 1,340 |
| 2010年（平成22年） | 1,724 |
| 2015年（平成27年） | 1,811 |
| 2020年（令和2年）  | 2,227 |

### 世帯数の変遷
国勢調査による世帯数の推移。
| 年                 | 世帯数 |
| ------------------ | ------ |
| 1995年（平成7年）  | 393    |
| 2000年（平成12年） | 486    |
| 2005年（平成17年） | 781    |
| 2010年（平成22年） | 1,059  |
| 2015年（平成27年） | 1,116  |
| 2020年（令和2年）  | 1,422  |

## 学区
区立小・中学校に通う場合、学区は以下の通りとなる（2025年4月現在）。
- 区域 : 一丁目、二丁目　各全域
  - 小学校 : 中央区立京橋築地小学校
  - 中学校 : 中央区立銀座中学校

## 事業所
2021年（令和3年）現在の経済センサス調査による事業所数と従業員数は以下の通りである。
| 丁目       | 事業所数  | 従業員数 |
| ---------- | --------- | -------- |
| 新富一丁目 | 513事業所 | 5,386人  |
| 新富二丁目 | 242事業所 | 3,635人  |
| 計         | 755事業所 | 9,021人  |

### 事業者数の変遷
経済センサスによる事業所数の推移。
| 年                 | 事業者数 |
| ------------------ | -------- |
| 2016年（平成28年） | 781      |
| 2021年（令和3年）  | 755      |

### 従業員数の変遷
経済センサスによる従業員数の推移。
| 年                 | 従業員数 |
| ------------------ | -------- |
| 2016年（平成28年） | 8,962    |
| 2021年（令和3年）  | 9,021    |

### 主な企業
- キルタイムコミュニケーション
- マイクロマガジン社
- 山櫻 (文具メーカー)
- 築地銀だこ

## 施設
施設
- 新富区民館

機関
- 京橋税務署
- 中央都税事務所
- 警視庁高速道路交通警察隊 隊本部[21]

## 観光
名所・史跡
- 新富座跡 - 現：京橋税務署に所在していた。

## 交通
鉄道
- 東京地下鉄有楽町線 ○新富町駅 - 出入口が設けられている。（所在地：築地）

バス
- 都営バス錦11系統 新富町
- 中央区コミュニティバス北循環 新富二丁目 / 新富区民館
- 中央区コミュニティバス南循環 新富二丁目

道路
- 東京都道・千葉県道50号東京市川線（新大橋通り）
- 東京都道473号新富晴海線
- 平成通り

首都高速道路・出入口
- 首都高速都心環状線
- 京橋出入口

陸橋
- 新金橋 - 首都高速都心環状線上
- 新富橋 - 首都高速都心環状線上
- 三吉橋 - 首都高速都心環状線上

## その他

### 日本郵便
- 郵便番号 : 104-0041[3]（集配局 : 晴海郵便局[22]）。

### 管轄等
- 築地警察署 - 同町周辺の管轄に当たる。（所在地：築地）
- 京橋消防署 - 同町周辺の管轄に当たる。（所在地：京橋）